# Дишинген
Дишинген (нем. Dischingen) — община в Германии, в земле Баден-Вюртемберг. 
Подчиняется административному округу Штутгарт. Входит в состав района Хайденхайм.  Население составляет 4419 человек (на 31 декабря 2010 года). Занимает площадь 78,06 км².
Коммуна подразделяется на 7 сельских округов.